# 1190 Pelagia
1190 Pelagia este un asteroid din centura principală, descoperit pe 20 septembrie 1930, de Grigori Neuimin.